# Eccellenza Puglia 2001-2002
Il campionato italiano di calcio di Eccellenza regionale 2001-2002 è stato l'undicesimo organizzato in Italia. Rappresenta il sesto livello del calcio italiano.
Questi sono i gironi organizzati dal comitato regionale della regione Puglia.

## Squadre partecipanti
| Squadra                      | Città                          |
| ---------------------------- | ------------------------------ |
| A.S.D. Antonio Toma Maglie   | Maglie (LE)                    |
| A.C. Atletico Conversano     | Conversano (BA)                |
| A.C. Barletta                | Barletta (BT)                  |
| A.S. Castellana              | Castellana Grotte (BA)         |
| A.S. Castellaneta            | Castellaneta (TA)              |
| A.S. Fortis Trani            | Trani (BT)                     |
| A.C. Gallipoli               | Gallipoli (LE)                 |
| A.S. Ginosa                  | Ginosa (TA)                    |
| A.S. Lucera                  | Lucera (FG)                    |
| A.C. Massafra                | Massafra (TA)                  |
| A.S. Noicattaro Calcio       | Noicattaro (BA)                |
| A.S. Ruvo                    | Ruvo di Puglia (BA)            |
| U.S. Stella Jonica Taras     | San Giorgio Jonico (TA)        |
| Pol. San Pancrazio Salentino | San Pancrazio Salentino (BR)   |
| A.S. San Paolo Bari          | Bari (quartiere San Paolo, BA) |
| A.S.D. Taurisano             | Taurisano (LE)                 |

## Classifica finale
|  | Pos. | Squadra             | Pt | G  | V  | N  | P  | GF | GS | DR  |
|  | ---- | ------------------- | -- | -- | -- | -- | -- | -- | -- | --- |
|  | 1.   | Fortis Trani        | 69 | 30 | 21 | 6  | 3  | 78 | 19 | +59 |
|  | 2.   | Noicattaro          | 68 | 30 | 20 | 8  | 2  | 59 | 16 | +43 |
|  | 3.   | Toma Maglie         | 55 | 30 | 16 | 7  | 7  | 38 | 27 | +11 |
|  | 4.   | Taurisano           | 53 | 30 | 14 | 11 | 5  | 50 | 25 | +25 |
|  | 5.   | Gallipoli           | 45 | 30 | 10 | 15 | 5  | 43 | 30 | +13 |
|  | 6.   | San Paolo Bari      | 43 | 30 | 11 | 10 | 9  | 43 | 37 | +6  |
|  | 7.   | Castellaneta (-4)   | 41 | 30 | 12 | 9  | 9  | 38 | 35 | +3  |
|  | 8.   | Castellana          | 40 | 30 | 12 | 4  | 14 | 39 | 35 | +4  |
|  | 9.   | San Pancrazio       | 40 | 30 | 10 | 10 | 10 | 28 | 30 | -2  |
|  | 10.  | Ruvo                | 40 | 30 | 11 | 7  | 12 | 30 | 33 | -3  |
|  | 11.  | Stella Jonica Taras | 39 | 30 | 11 | 6  | 13 | 32 | 40 | -8  |
|  | 12.  | Massafra            | 37 | 30 | 9  | 10 | 11 | 37 | 46 | -9  |
|  | 13.  | Atletico Conversano | 35 | 30 | 9  | 8  | 13 | 36 | 38 | -2  |
|  | 14.  | Lucera              | 34 | 30 | 9  | 7  | 14 | 39 | 48 | -9  |
|  | 15.  | Barletta            | 11 | 30 | 3  | 2  | 25 | 20 | 90 | -70 |
|  | 16.  | Ginosa              | 6  | 30 | 2  | 0  | 28 | 23 | 84 | -61 |

Legenda:
      Promosso in Serie D 2002-2003.
 Ammesso ai Play-Off nazionali.
      Retrocesso in Promozione Puglia 2002-2003.
 Promozione diretta.
 Retrocessione diretta.
Note:
Tre punti a vittoria, uno a pareggio, zero a sconfitta.
Noicattaro promosso in Serie D dopo aver vinto i Play-off nazionali.
Castellaneta penalizzato con la sottrazione di 4 punti in classifica.